# Enblend-enfuse
Enblend-enfuse — компьютерная программа, растровый графический редактор для склейки фотографий и объединения фотографий с разной экспозицией.
Enblend является инструментом для композиции изображений. Получив набор изображений, которые частично перекрываются, Enblend склеит их таким образом, чтобы шов между изображениями был невидим, или, по крайней мере, трудно заметен. Это может использоваться для, например, создания панорамы из нескольких изображений
Программа использует многомерный сплайн Берта-Адельсона. Эта технология пытается сделать переход между склеиваемыми изображениями невидимым. Основная идея заключается в том, что изображение следует смешивать через переходную зону, которая зависит от резкости перехода. Например, такие объекты, как деревья или витражи имеют значительные и резкие смены цвета. Путём смешивания двух картинок с подобными объектами в узкой переходной зоне, вы не сможете увидеть шва, потому что глаз уже ожидает увидеть изменения цвета в месте шва. Однако, например, в случае с небом — ситуация противоположная. Картинки с подобными объектами должны быть смешаны в широкой переходной зоне, поскольку какие-либо резкие изменения в цвете будет сразу заметно.
Enblend не выполняет выравнивания изображений. Для этого стоит использовать другой инструмент, например Hugin или PanoTools Архивная копия от 20 февраля 2009 на Wayback Machine. Enblend рассчитан на работу с картинками формата TIFF, которые создают эти программы.

## Графические интерфейсы
- Hugin
- MacroFusion Архивная копия от 22 декабря 2011 на Wayback Machine